# Khéphren Thuram
Khéphren Thuram-Ulien, född 26 mars 2001, är en fransk fotbollsspelare som spelar för Juventus.
Thuram är son till Lilian Thuram och yngre bror till Marcus Thuram som båda spelat för Frankrikes landslag.

## Karriär
I juni 2019 värvades Thuram av Nice, där han skrev på sitt första professionella kontrakt. Den 10 juli 2024 värvades Thuram av Serie A-klubben Juventus, där han skrev på ett femårskontrakt.